# Emil von Schleinitz
Emil Karl Heinrich Freiherr von Schleinitz (* 15. März 1800 in Berlin; † 29. März 1885 in Potsdam) war ein preußischer Generalmajor.

## Leben

### Herkunft und Familie
Emil war Angehöriger der Linie zu Seerhausen (jüngere preußische Linie) des Geschlechts der Freiherren von Schleinitz. Seine Eltern waren der Kammergerichtspräsident Carl Anton Wilhelm Freiherr von Schleinitz (1751–1807) und Friederike, geborene Freiin von Rosenberg-Gruszczynska (1772–1845). Der braunschweigische Staatsminister Karl Ferdinand Freiherr von Schleinitz (1756–1837) war sein Onkel. Der ebenfalls braunschweigische Staatsminister Wilhelm von Schleinitz (1794–1856) und der preußische Regierungspräsident Julius von Schleinitz (1806–1865) waren seine Cousins. Der preußische Generalmajor Gustav Freiherr von Schleinitz (1785–1858) war sein älterer Bruder.
Er vermählte sich 1832 in Berlin mit Pauline Eck (1800–1869), Tochter eines Geheimrats, mit der er die Söhne Paul (1835‒1867) und Max (1839‒1865) sowie die Töchter Antonie (1833‒1880) Johanna (1834‒1899), Marie (* 1837) und Martha (* 1846) hatte.

### Werdegang
Seine Laufbahn in der preußischen Armee begann Schleinitz im Jahre 1815 als Grenadier im Kaiser Franz Grenadier-Regiment. Er avancierte 1817 zum Portepeefähnrich und 1818 zum Sekondeleutnant, bevor er für die Jahre 1824 bis 1827 zur Allgemeinen Kriegsschule kommandiert wurde. Nachdem er 1829 seine Beförderung zum Premierleutnant erhalten hatte, wurde er 1830 als Lehrer zum Kadettenhaus in Potsdam kommandiert. 1835 wurde er von diesem Kommando entbunden und stieg 1838 zum Hauptmann und Kompaniechef im Kaiser Franz Grenadier-Regiment auf. Mit seiner Beförderung zum Major im Jahre 1847 wurde er auch 2. Kommandeur des I. Bataillons (Berlin) des 2. Garde-Landwehr-Regiments. Er nahm dann 1848/1849 an der Niederwerfung der Märzrevolution in Berlin, des Aufstands in Westfalen und der Badischen Revolution teil. In Anerkennung seiner Leistung erhielt er den Roten Adlerorden IV. Klasse mit Schwertern. 1851 wurde er Kommandant von Küstrin und noch im selben Jahr à la suite des I. Bataillons des 2. Garde-Landwehr-Regiments gestellt. Schleinitz avancierte 1853 zum Oberstleutnant und erhielt 1861 den Charakter als Oberst sowie 1862 den Roten Adlerorden III. Klasse mit Schleife und Schwertern am Ring. Mit der Erlangung des Patents als Oberst 1863 wurde er gleichzeitig Kommandant von Stralsund. Zum 50-jährigen Dienstjubiläum 1865 wurde er mit dem Roten Adlerorden II. Klasse mit Eichenlaub und Schwertern am Ring ausgezeichnet, und 1866 wurde er mit dem Charakter als Generalmajor und Pension zur Disposition gestellt.